# Comes a Horseman
Comes a Horseman (bra Raízes da Ambição) é um filme norte-americano de 1978, dos gêneros drama romântico| e faroeste, dirigido por Alan J. Pakula  e estrelado por James Caan e Jane Fonda.

## Prêmios e indicações
| Prêmio     | Categoria                   | Recipiente                  | Situação                     |
| ---------- | --------------------------- | --------------------------- | ---------------------------- |
| Oscar 1979 | Melhor ator coadjuvante     | Richard Farnsworth          | Indicado                     |
| NBR 1979   | Melhor ator coadjuvante     | Richard Farnsworth          | Venceu[carece de fontes?]    |
| NBR 1979   | Dez melhores filmes de 1978 | Dez melhores filmes de 1978 | Escolhido[carece de fontes?] |
| NYFCC      | Melhor ator coadjuvante     | Richard Farnsworth          | 2.º lugar[carece de fontes?] |

## Elenco
| Ator/Atriz         | Personagem           |
| ------------------ | -------------------- |
| James Caan         | Frank 'Buck' Athearn |
| Jane Fonda         | Ella Connors         |
| Jason Robards      | Jacob 'J.W.' Ewing   |
| George Grizzard    | Neil Atkinson        |
| Richard Farnsworth | Dodger               |
| Jim Davis          | Julie Blocker        |
| Mark Harmon        | Billy Joe Meynert    |
| Macon McCalman     | Virgil Hoverton      |
| Basil Hoffman      | George Bascomb       |
| James Kline        | Ralph Cole           |
| James Keach        | Emil Kroegh          |

## Sinopse
Interior do estado de Montana, em seguida à Segunda Guerra Mundial. A rancheira Ella Connors luta para manter sua propriedade, cobiçada pelo criador de gado Jacob Ewing. O banqueiro Virgil Hoverton e o magnata do petróleo Neil Atkinson também se opõem a ela. Para equilibrar as forças, a jovem, relutante, aceita o auxílio do ex-soldado Frank 'Buck' Athearn.